# Eisenbahnunfall von Voghera
Der Eisenbahnunfall von Voghera am 31. Mai 1962 war der Auffahrunfall eines Güterzuges auf einen im Bahnhof Voghera stehenden Personenzug im Zuge der Bahnstrecke Mailand–Genua der Ferrovie dello Stato. Dies war mit 64 Toten einer der schwersten Unfälle in der Geschichte der Eisenbahn in Italien.

## Ausgangslage

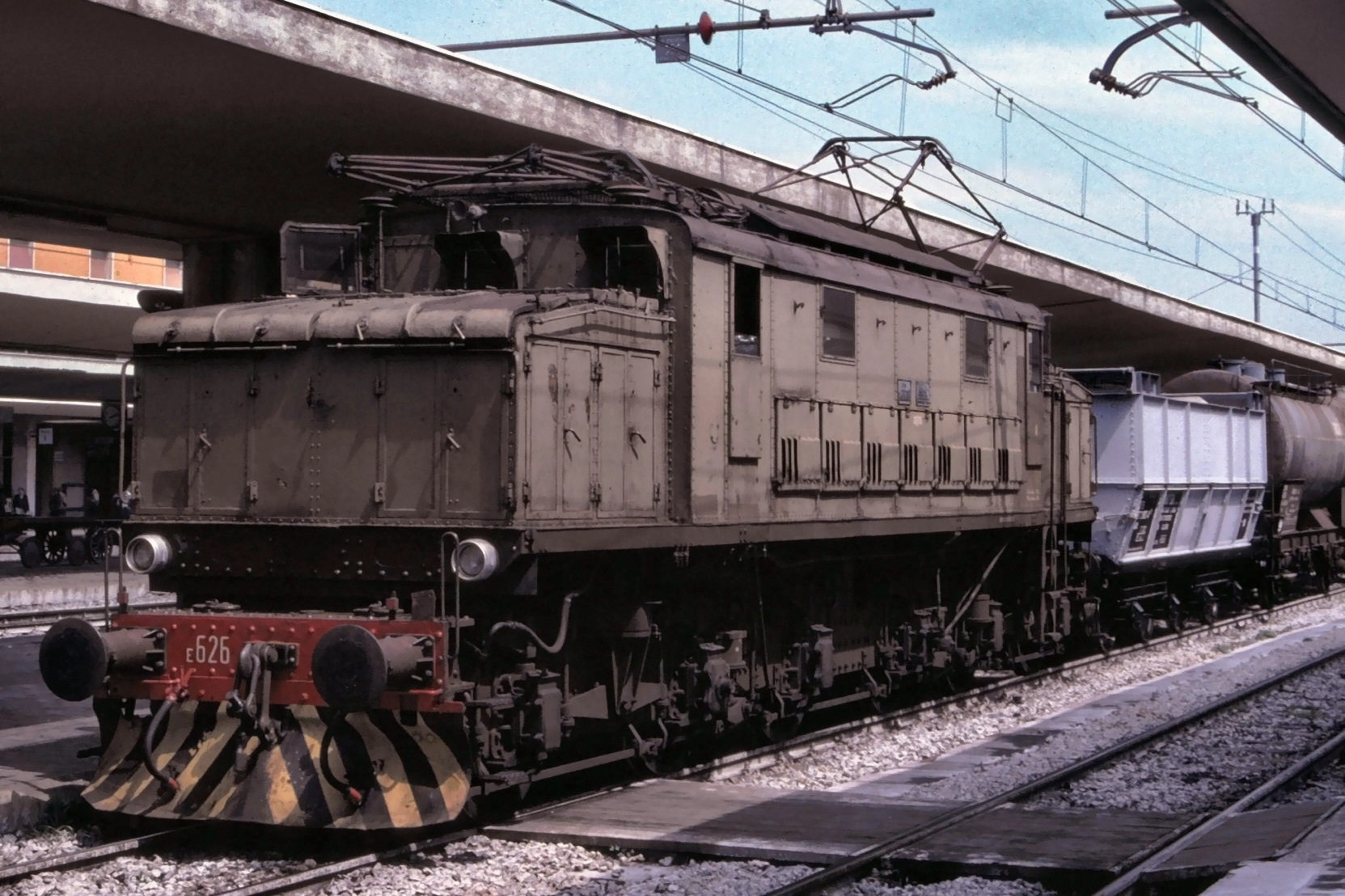
Lokomotive der Baureihe E 626, wie sie in den Unfall von Voghera verwickelt war

Der Bahnhof Voghera war ein Systemwechselbahnhof zwischen der mit Gleichstrom betriebenen Strecke von Mailand und der mit Wechselstrom betriebenen Strecke nach Genua, so dass alle Züge hier halten und die Lokomotive wechseln mussten.
Auf Gleis drei des Bahnhofs Voghera hatte in der Nacht der Eilzug 1391 von Mailand nach Genua gehalten. Der Zug war mit 700 Reisenden sehr stark besetzt: Die meisten der Reisenden waren Ausflügler an die Ligurische Küste. Der Personenzug war um 2 Uhr 35 im Begriff, aus dem Bahnhof auszufahren.
Der Güterzug 8151 folgte ihm in der gleichen Verbindung. Er bestand aus 39 leeren Zementtransportwagen, wurde von einer Elektrolokomotive der Baureihe E.626 gezogen und war vom Bahnhof Milano Smistamento nach Arquata Scrivia unterwegs.
Die Einfahrt in den Bahnhof war durch ein „Halt“ zeigendes Einfahrsignal und das korrespondierende Vorsignal gesichert, das den Personenzug gegen nachfolgende Züge decken sollte. Es war jedoch kein Zugbeeinflussungssystem vorhanden, das eine Zwangsbremsung bei Überfahren eines „Halt“ zeigenden Signals auslösen konnte.

## Unfallhergang
Der Güterzug war – wie später die Auswertung des Fahrtenschreibers ergab – schon seit dem Bahnhof Milano Rogoredo mit Geschwindigkeiten von 70 bis 75 km/h unterwegs, was für einen Güterzug auf dieser Strecke damals eine ganz erhebliche Geschwindigkeit war. Diese Geschwindigkeit wurde auch nicht reduziert, als er sich dem Bahnhof Voghera näherte. Dies war umso erstaunlicher, als der Zug wegen des Wechsels der Stromsysteme schon aus technischen Gründen im Bahnhof halten musste, um eine andere Lokomotive vorzuspannen.
Der Güterzug überfuhr zunächst das „Halt“ zeigende Einfahrsignal. Dies beobachtete ein Bahnbeamter, der dem Lokomotivführer daraufhin per Hand signalisierte zu stoppen. Erst dies veranlasste den Lokomotivführer zu bremsen – neun Sekunden und 170 m, bevor sich die Kollision sich bei etwa 60 km/h ereignete: Die Lokomotive des Güterzuges zertrümmerte den Schlusswagen des Personenzuges.

## Folgen

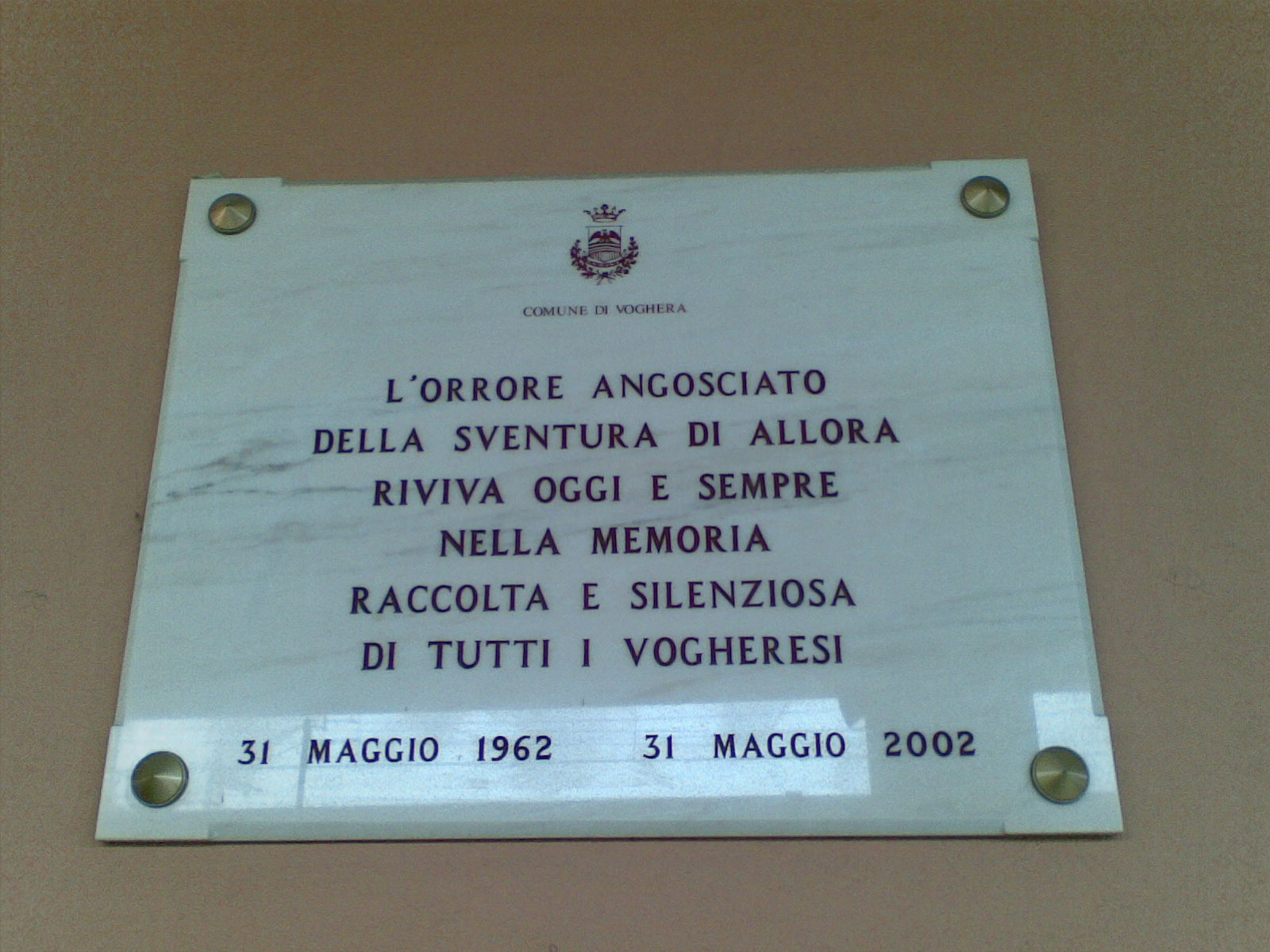
Gedenktafel am Bahnhof von Voghera

64 Menschen – alle im letzten Personenwagen des Reisezuges – starben, vier davon später im Krankenhaus. 36 Menschen wurden darüber hinaus verletzt.
Am 40. Jahrestag des Unfalls, am 31. Mai 2002, wurde eine Gedenktafel am Empfangsgebäude des Bahnhofs von Voghera angebracht.